# فرانسينا إيفرت
فرانسينا إيفرت (بالإنجليزية: Francine Everett)‏ هي ممثلة أمريكية، ولدت في 13 أبريل 1915، وتوفيت في 27 مايو 1999.

## وصلات خارجية
- فرانسينا إيفرت على موقع IMDb (الإنجليزية)
- فرانسينا إيفرت على موقع قاعدة بيانات الفيلم (الإنجليزية)